# Горячеводские курганы
Горячеводские курганы — ныне не существующие курганы, располагались в центре пос. Горячеводского в районе госпиталя инвалидов Отечественной войны
В начале XX века насчитывалось 4 насыпи. Самый крупный из них, получивший название Больничный имел высоту около 13 м и диаметр 120 м. Насыпи постепенно разрушались местными жителями, добывавшими в них камень и глину, в ходе разработок открывались отдельные погребения, которые исследовались местными краеведами и сотрудниками Пятигорского краеведческого музея: Г. И. Рагозиным, Н. М. Егоровым, А. П. Руничем и Г. Я. Симакиным. В результате раскопок выяснилось, что курганы относятся к эпохе ранней и средней бронзы и датируются концом IV — началом II тыс. до н. э. В настоящее время курганные насыпи снесены.